# Begonia longanensis
Espèce
Begonia longanensis est une espèce de plantes de la famille des Begoniaceae.
L'espèce fait partie de la section Platycentrum.
Elle a été décrite en 1997 par Cheng Yih Wu.

## Répartition géographique
Cette espèce est originaire du pays suivant : Chine.